# Lijst van voetbalinterlands Benin - Togo (vrouwen)
Deze lijst van voetbalinterlands is een overzicht van alle officiële voetbalinterlands tussen de nationale vrouwenteams van Benin en Togo. De landen hebben tot nu toe vier keer tegen elkaar gespeeld.

## Wedstrijden
| № | Plaats  | Datum            | Competitie        | Wedstrijd    | Uitslag |
| - | ------- | ---------------- | ----------------- | ------------ | ------- |
| 1 | Lomé    | 23 december 2019 | Vriendschappelijk | Togo − Benin | 2 − 1   |
| 2 | Lomé    | 26 december 2019 | Vriendschappelijk | Togo − Benin | 1 − 1   |
| 3 | Lomé    | 14 januari 2022  | Vriendschappelijk | Togo − Benin | 0 − 2   |
| 4 | Cotonou | 22 februari 2023 | Vriendschappelijk | Benin − Togo | 1 − 3   |

## Samenvatting
| Competitie        | Totaal gespeeld | Winst Benin | Gelijk | Winst Togo | Doelsaldo Benin – Togo |
| ----------------- | --------------- | ----------- | ------ | ---------- | ---------------------- |
| Vriendschappelijk | 4               | 1           | 1      | 2          | 5 − 6                  |
| Totaal            | 4               | 1           | 1      | 2          | 5 − 6                  |